# Hattemse Mixed Hockey Club

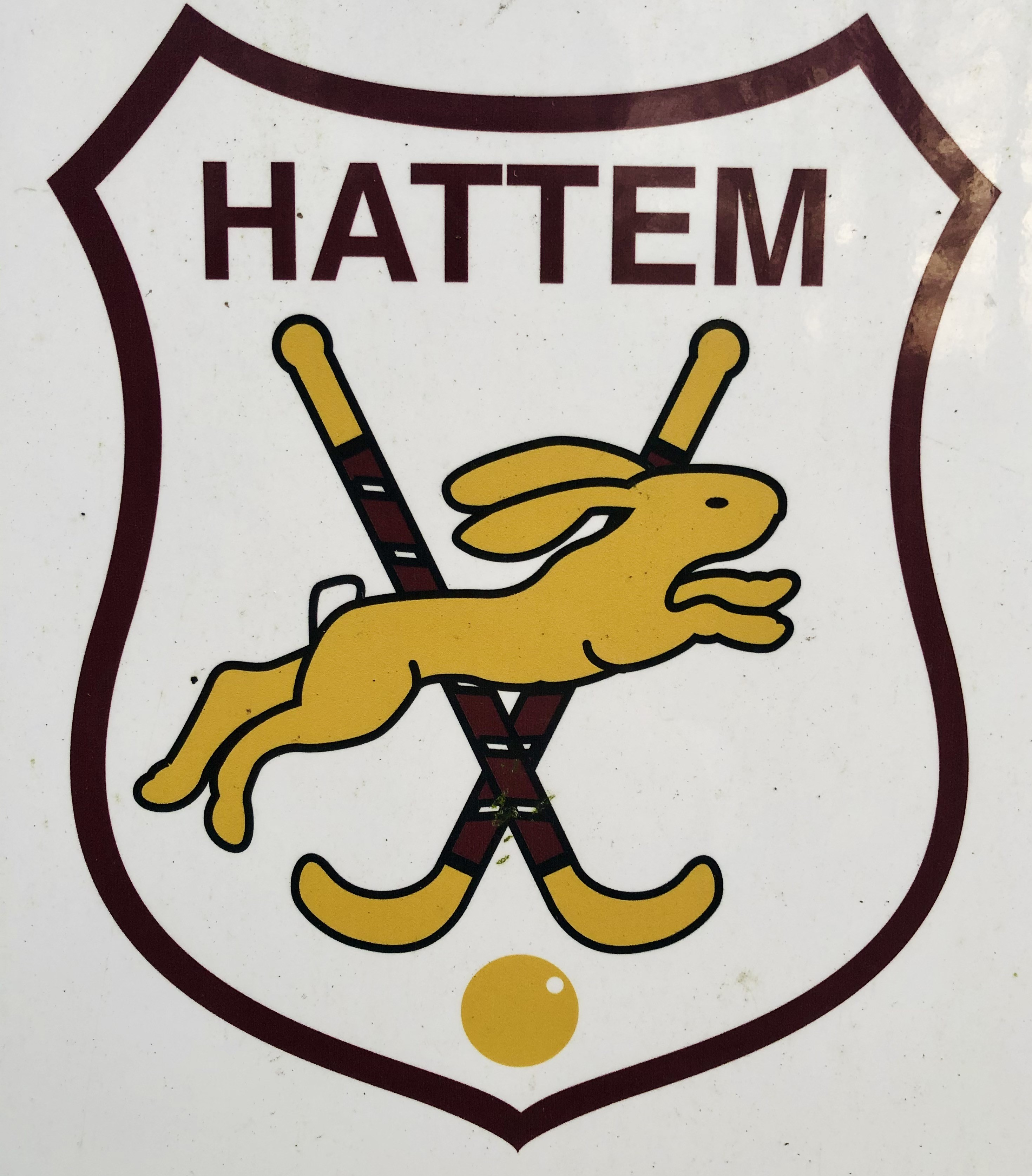
Logo van Hattemse Mixed Hockey Club

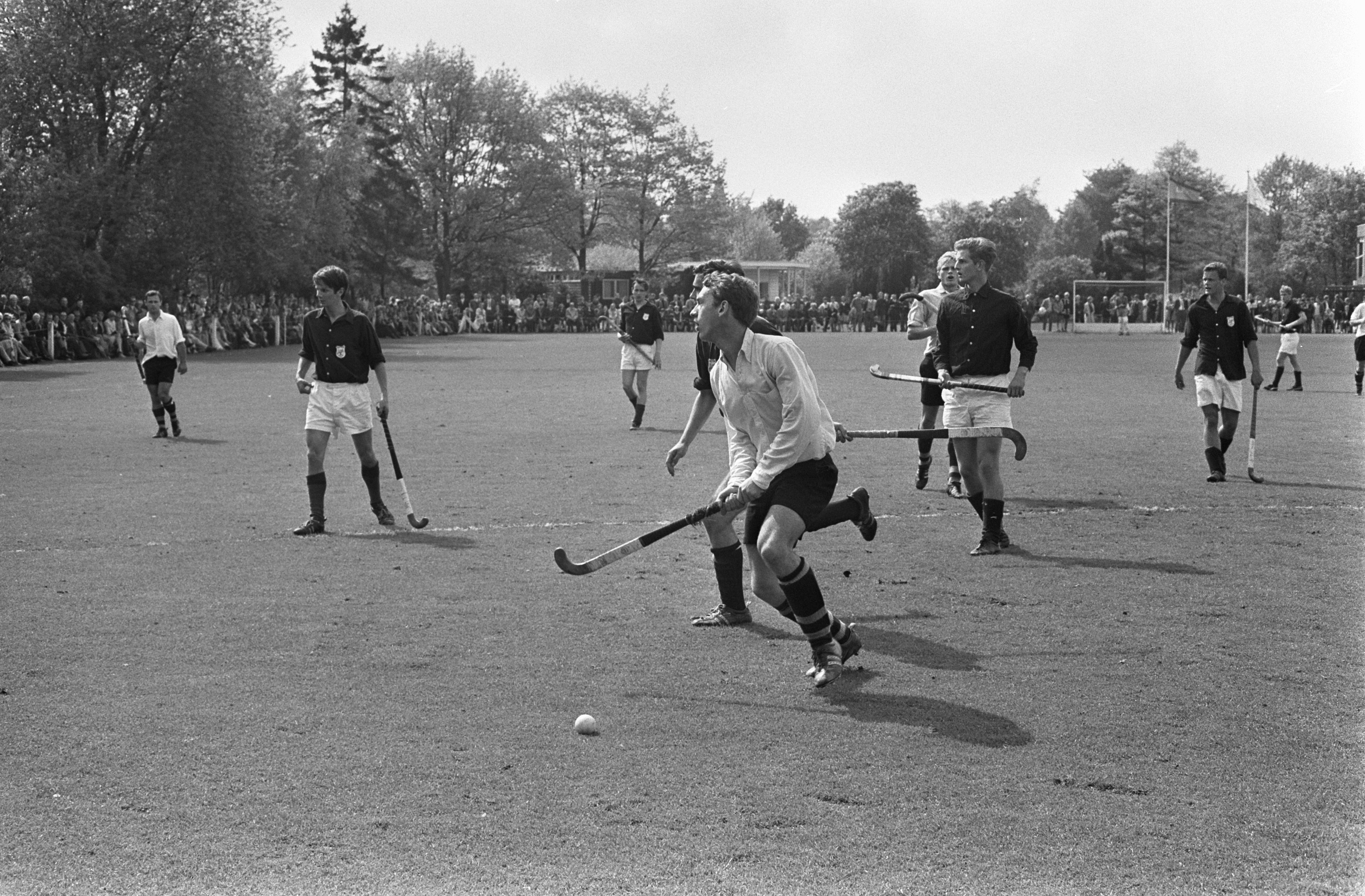
Hattem speelt tegen Laren in 1969

Hattemse Mixed Hockey Club, kortweg Hattem, is een Nederlandse hockeyclub uit Hattem.

## Geschiedenis
De vereniging is opgericht in 1952 door een aantal scholieren en is gelegen in de Hattemse bossen op een plek die bekend staat als De Hazenakker, vanwege de vele aanwezige hazen en konijnen. Om die reden heeft het logo van de club als toonbeeld ook een haas.
De club heeft  in de jaren 70 en 80 het meeste succes als er met Heren 1 gespeeld wordt in de Hoofdklasse waarbij de vierde plaats in 1975 geldt als beste klassering. In de seizoenen 2001/02 en 2002/03 speelt Hattem voor het laatst in deze klasse, in totaal 22 seizoenen. De club is bovengemiddeld succesvol in de zaal. Met zes zaalhockey landstitels is Hattem na Amsterdam (elf) en Oranje Zwart (tien) de meest succesvolle club in Nederland.
In het seizoen 2024/25 heeft Hattem zeventien juniorenteams en vier seniorenteams: Heren 1, Dames 1, Heren Veteranen en S1Mix. Het eerste herenteam van Hattem komt in uit in de Tweede Klasse.

## Interlandspelers/speelsters
Hattem heeft sinds de oprichting verschillende interlandspelers voortgebracht:
| Heren - Jan-Willem Buissant - Ger Eikelboom - Marten Eikelboom - Floris Evers - Bart van Kersbergen - Harm Jan Kuipers - Floris Middendorp - Lucas Middendorp (zaal, hockey5s) - Patty Mundt - Eric Pierik - Ton Pierik | Dames - Marjolijn Dijsselbloem - Ellen Kuipers |

## Erelijst
- Landskampioen zaalhockey
  - Heren: 1971, 1973, 1974, 1976, 1984, 1990

## Varia
- Hattem was in 1983 de eerste hockeyclub in de Hoofdklasse die met shirtreclame ging spelen.[6]